# ChromeOS Flex
ChromeOS Flex es un sistema operativo basado en Gentoo Linux desarrollado por la compañía Google que se basa en el núcleo Linux y utiliza el navegador web Google Chrome como su principal interfaz de usuario, está basado en la nube. Por lo tanto, Chrome OS Flex soporta principalmente aplicaciones web. La principal diferencia con Chrome OS es que puede instalarse en cualquier equipo compatible oficialmente y en cualquier equipo  que cumpla con los requisitos mínimos aunque no sea compatible oficialmente.

## Historia
Chrome OS Flex es el resultado de la compra de Neverware  por parte de Google, siendo el sucesor de CloudReady, sistema operativo basado en Chromium OS, el cual es propiedad de Neverware y había nacido como una alternativa a Chrome OS, permitiendo su instalación en equipos certificados de más de 10 años de antigüedad (2010 en adelante), y así conservar equipos en buen estado y con un sistema actualizado. 
En el 14 de febrero de 2022, Google anuncio oficialmente el acceso anticipado a Chrome OS Flex, permitiendo instalar una versión oficial de Chrome OS en equipos del 2010 en adelante, con algunas diferencias con la versión de los Chromebooks y en estado de desarrollo, sin embargo, finalmente el 14 de julio del 2022 se anuncia como un sistema totalmente estable y apto para instalaciones en equipos personales, educativos y empresariales.

## Diferencias con ChromeOS
ChromeOS y ChromeOS Flex comparten tecnología subyacente y herramientas de gestión. Cuando instala ChromeOS Flex en dispositivos Windows, Mac o Linux, obtiene la mayoría de las funciones y beneficios de ChromeOS. Sin embargo, Chrome OS Flex tiene algunas diferencias importantes en comparación con ChromeOS, que solo está disponible en Chromebooks, Chromeboxes y Chromebases:
- Aplicaciones de Google Play y Android: ChromeOS Flex no admite aplicaciones de Android ni Google Play. Esto significa que no puede ejecutar ninguna aplicación Android ni se instala algún contenedor que lo admita.

- Parallels Desktop: ChromeOS Flex no admite la ejecución de máquinas virtuales (VM) de Windows con Parallels Desktop.

- Entorno de desarrollo de Linux: la compatibilidad con el entorno de desarrollo de Linux en Chrome OS Flex varía según el modelo específico.  Esto significa que el Dispositivo Chrome debe cumplir algunos requisitos de hardware para admitir esta función.

- Diferencias en las garantías y estándares de rendimiento: si bien se obtiene muchos beneficios de rendimiento, potencia y confiabilidad de ChromeOS al instalar ChromeOS Flex, no se puede garantizar el mismo rendimiento que los Chromebooks. Algunos factores que pueden variar según el modelo en ChromeOS Flex incluyen: La velocidad de arranque, duración de la batería y el ahorro de energía.
- Cuando un equipo instala ChromeOS Flex automáticamente se vuelve en un Dispositivo Chrome.

## Código abierto
ChromeOS Flex se desarrolla parcialmente bajo el proyecto de código abierto: Chromium OS
Al igual que con otros proyectos de código abierto, los desarrolladores pueden modificar el código de Chromium OS y crear sus propias versiones, mientras que el código de ChromeOS Flex sólo es compatible con Google pero funciona con hardware que sea compatible con Linux. A diferencia de Chromium OS, ChromeOS Flex se actualiza automáticamente a la última versión.
Véase Chrome OS para más información del código abierto de Chrome OS y Chromium OS para más información del sistema derivado.

## Relación con Android
Al igual que ChromeOS, ChromeOS Flex es un proyecto independiente del sistema operativo Android, el cual fue diseñado principalmente para su uso en teléfonos inteligentes. El nuevo Chrome OS Flex se enfoca hacia empresas y usuarios que pasan la mayor parte de su tiempo en Internet y tengan un equipo antiguo.